# Die Glücksspieler
Die Glücksspieler (Arbeitstitel: Das Streben nach Glück) ist eine deutsche Fernsehserie von Michael Hofmann mit Katharina Schüttler, Eko Fresh, Manuel Rubey, Karolina Lodyga, Lena Dörrie, Sergej Moya und Branko Samarovski nach einem Drehbuch von Bert Koß und Michael Hofmann. Die Miniserie wurde am 20. April 2022 in der ARD Mediathek veröffentlicht, die Erstausstrahlung im Ersten erfolgte ab dem 27. April 2022 jeweils in Doppelfolgen.

## Handlung
Der unglückliche, aber reiche Gottlieb Herzinger findet den Wunschzettel eines Kindes. Gemeinsam mit seinem Diener Dietrich Wagner macht sich Herzinger auf die Suche nach der Familie des Jungen, um diese sowie weitere Familien dabei zu unterstützen, glücklicher zu werden. Fündig werden die beiden in der Person der Ines, einer karriereorientierten Anwältin und Mutter des Jungen. Weitere von Herzinger unterstützte Personen sind der lebenslustige Kleinunternehmer Firat sowie der etwas gehemmte Versicherungsmathematiker Jasper.
Herzinger bietet Ines, Firat und Jasper eine Million Euro, wenn sie ein Jahr lang versuchen glücklicher zu werden. Am Ende bekommt jeder von ihnen, unabhängig vom Erfolg die Million. Er stellt die Bedingung, dass deren jeweilige Partner Max, Natascha und Simone sowie die Kinder nichts von der Vereinbarung erfahren und die drei müssen gemeinsam bis zum Schluss durchhalten. Außerdem fordert er wöchentliche Treffen, um die Erfahrungen mit dem Vorhaben auszutauschen. Herzinger verfolgt die Treffen ohne dabei einzugreifen. Die drei zögern anfangs, nehmen dann aber doch eher widerwillig das Angebot an.

## Produktion und Hintergrund
Die Dreharbeiten fanden vom 8. März bis zum 8. Juni 2021 in München und Umgebung statt.
Produziert wurde die Serie von der Die Film GmbH (Produzenten Uli Aselmann und Sophia Aldenhoven). Beteiligt waren der Bayerische, der Österreichische und der Westdeutsche Rundfunk.
Die Kamera führte Christian Marohl. Für das Szenenbild zeichnete Thomas Neudorfer verantwortlich, für das Kostümbild Andrea Spanier, für den Ton Daniel Seiler, für die Maske Esther Behrendt und Ute Baumann und für das Casting Nina Haun und Laura Buschhagen.

## Episodenliste
| Nr. (ges.) | Nr. (St.) | Originaltitel                     | Erstausstrahlung Deutschland (online) | Zuschauer (D) |
| ---------- | --------- | --------------------------------- | ------------------------------------- | ------------- |
| 1          | 1         | Der Wunschzettel                  | 20. Apr. 2022                         | 3,27          |
| 2          | 2         | Das Jahresabo                     | 20. Apr. 2022                         | 2,65          |
| 3          | 3         | Wissen ist Macht                  | 20. Apr. 2022                         |               |
| 4          | 4         | Gute Männer müssen geteilt werden | 20. Apr. 2022                         |               |
| 5          | 5         | Auf den Hund gekommen             | 20. Apr. 2022                         |               |
| 6          | 6         | Mehr Glück für Alle               | 20. Apr. 2022                         |               |

## Rezeption
Rainer Tittelbach vergab auf tittelbach.tv sechs von sechs Sternen. Die Glücksspieler sei eine äußerst beglückende, ungewöhnliche und eigenwillige Serie. Die quirlige, lebenskluge Komödie spiele originell mit Möglichkeiten und überrasche mit Rollen-Umkehrungen, Interaktionswendungen und persönlichen Wandlungen. Hier passe einfach alles, von Dramaturgie, Dialogen und Inszenierung bis zu den Schauspielern.
Torsten Wahl befand in der Berliner Zeitung, dass die Idee anfangs noch konstruiert erscheine und die Beteiligten allzu deutlich als Typen ausgestellt würden. Bald gewinne die Serie aber an Schwung und würden die Rollenmuster infrage gestellt. Das geheime Glücksstreben erweise sich als Katalysator für die verdrängten Konflikte. Die Dialoge seien pointiert, die Darsteller gut aufgelegt und der Unterhaltungswert hoch.
Jan Freitag meinte auf DWDL.de, dass es Regisseur Michael Hofmann gelinge, auf anrührende Art fesselnd, die Sehnsucht nach Glück einer zwanghaft selbstoptimierten Gesellschaft in ein lustiges Durcheinander zu flechten, dessen Entwirrung nur noch weitere Knoten erzeugt. Die meisten Dialoge seien schlüssig, ihre Pointen präzise. Originell aber würde die Serie weniger durch die Story als ihr Ensemble und deren Profile, die selten seien im deutschen Fernsehmainstream.
Oliver Armknecht bewertete die Serie auf film-rezensionen.de mit acht von zehn Punkten, diese erfreue sich an der Absurdität der Grundidee und auch daran, die Glückssuchenden in chaotische Situationen stolpern zu lassen. Die Serie sei aber auch ziemlich nachdenklich, wenn ganz grundsätzliche Fragen gestellt werden und sie sich dabei von einer wohltuenden Ambivalenz zeige, die man von öffentlich-rechtlichen Produktionen so oft nicht gewohnt sei.
Heike Hupert schrieb in der Frankfurter Allgemeinen Zeitung, dass die Serie nach der vorhersehbaren Versuchsanordnung mehr und mehr auf eher Unvorhersehbares setze. Statt immer naiver zu werden, wie es in Familienserien zum Thema Glück üblich sei, fange diese am naiven Ende des Problems an und mehre den Zweifel. Manche der Dialoge könnten sich im Streit verkantete Paare überdies mit Goldrand einrahmen.